# Heterarmia nigriflexa
Heterarmia nigriflexa là một loài bướm đêm trong họ Geometridae.